# الميزانية الفيدرالية الماليزية
في ماليزيا، يتم تقديم الميزانيات الفيدرالية سنويًا من قبل حكومة ماليزيا لتحديد الإيرادات الحكومية المقترحة والإنفاق والتنبؤ بالظروف الاقتصادية للعام المقبل، وسياستها المالية للسنوات القادمة. تتضمن الميزانية الفيدرالية تقديرات الحكومة للإيرادات والإنفاق وقد تحدد مبادرات سياسية جديدة. عادة ما يتم إصدار الميزانيات الفيدرالية في أكتوبر، قبل بدء السنة المالية. تقدم جميع الولايات الماليزية أيضًا ميزانيات. نظرًا لأن مالية الولاية تعتمد على الأموال من الحكومة الفيدرالية، يتم عادةً إصدار هذه الميزانيات بعد الميزانية الفيدرالية.
الميزانية الفيدرالية هي خطة مالية رئيسية للدولة للسنة المالية، والتي تتمتع بقوة القانون بعد الموافقة عليها من قبل البرلمان الماليزي ووقعت كقانون من قبل يانغ دي-برتوان أغونغ.
يتم رفع تقديرات الإيرادات المفصلة في الميزانية من خلال نظام الضرائب الماليزي، حيث يمثل الإنفاق الحكومي نسبة كبيرة من الاقتصاد الكلي. إلى جانب عرض الإيرادات والنفقات المتوقعة للحكومة، تعد الميزانية الفيدرالية أيضًا بيانًا سياسيًا لنوايا الحكومة وأولوياتها، ولها آثار عميقة على الاقتصاد الكلي.

## عملية الميزانية
يتم الإعلان عن الميزانية في ديوان الرعية (مجلس النواب) من قبل وزير المالية، الذي يرتدي تقليديًا باجو ملايو أثناء القيام بذلك. ثم يتم التصويت على الميزانية من قبل مجلس النواب. الميزانيات هي مقياس للثقة، وإذا صوت مجلس النواب ضدها يمكن للحكومة أن تسقط، على الرغم من أنه لم يحدث أبدًا لرئيس الوزراء حتى الآن. يفرض الحزب الحاكم بصرامة الانضباط الحزبي، وعادة ما يطرد من التجمع الحزبي أي عضو حكومي في البرلمان (MP) يصوت ضد الميزانية. تصوت أحزاب المعارضة دائمًا تقريبًا ضد الميزانية. منذ عام 2008، اعتادت كتلة المعارضة على إعداد ميزانية بديلة كاملة وتقديم هذا البديل للشعب الماليزي إلى جانب الميزانية الرئيسية. في حالات حكومة الأقلية، كان على الحكومة عادةً تقديم تنازلات كبيرة لأحد الأحزاب الصغيرة لضمان تمرير الميزانية.
تتبع ماليزيا اتفاقيات نظام وستمنستر. على سبيل المثال، يجب أن يحظى رئيس الوزراء بدعم الأغلبية في ديوان الرعية (مجلس النواب)، ويجب على أي حال أن يكون قادرًا على ضمان عدم وجود أغلبية مطلقة ضد الحكومة. فيما يتعلق بالميزانية، يتطلب ذلك أنه إذا فشل مجلس النواب في تمرير ميزانية الحكومة، حتى بواسطة رينجيت واحد، فيجب على الحكومة إما الاستقالة بحيث يمكن تعيين حكومة مختلفة أو السعي إلى حل البرلمان بحيث يمكن إجراء انتخابات عامة جديدة. لإعادة تأكيد أو نفي تفويض الحكومة.
إن عملية إعداد الميزانية عملية معقدة تبدأ في صفوف العاملين في الحكومة الاتحادية. في كل عام، تقدم الإدارات والوكالات المختلفة التي تشكل الحكومة ما يسمى «التقديرات الرئيسية» إلى سكرتارية مجلس الخزانة. تحدد هذه الوثائق النفقات المخطط لها لكل إدارة ووكالة، وتربط هذه النفقات المقترحة بالبرامج، والأهداف، وفي النهاية بأولويات الحكومة الحالية الحاكمة. تقوم سكرتارية مجلس الخزانة بدمج تقديرات الموازنة هذه وإعداد ميزانية أولية مقترحة. ومن هناك يقوم مجلس الوزراء ودائرة رئيس الوزراء بتعديل الموازنة بناءً على مجموعة من العوامل الاقتصادية والاجتماعية والسياسية. في الواقع، عادة ما يتم اتخاذ القرارات بهدف أساسي هو إعادة الانتخاب، وبالتالي غالبًا ما تتضمن مزايا للمناطق الرئيسية ومجموعات الضغط.
تحتفظ الحكومة بالحق في تقديم «فواتير التوريد التكميلية»، والتي تضيف تمويلًا إضافيًا يتجاوز ما تم تخصيصه أصلاً في بداية السنة المالية. يمكن استخدام فواتير التوريد التكميلية لأشياء مثل الإغاثة في حالات الكوارث وتحديث إجمالي إنفاق وكالاتها للسنة المالية الحالية والإبلاغ عن أي إعادة تنظيم حكومية.

## تصنيف الإيرادات
يتم تصنيف إيرادات الحكومة الفيدرالية إلى أربع فئات عامة، وهي الإيرادات الضريبية والإيرادات غير الضريبية والمقبوضات والإيرادات غير المتعلقة بالإيرادات من الأقاليم الفيدرالية.

### عائدات الضرائب
يتم تصنيف الإيرادات الضريبية إلى إيرادات ضريبية مباشرة وإيرادات ضريبية غير مباشرة.
تشمل إيرادات الضرائب المباشرة الإيرادات من:
- ضريبة الدخل وضريبة الدخل التكميلية (الأفراد والشركات والبترول والاستقطاع والتعاونيات)
- رسوم العقارات.
- رسوم الدمغة.
- ضريبة أرباح الممتلكات العقارية (RPGT).
- ضريبة نشاط الأعمال الخارجية في لابوان.
- ضرائب مباشرة متنوعة.

تشمل إيرادات الضرائب غير المباشرة الإيرادات من:
- ضريبة السلع والخدمات (GST).
- رسوم التصدير.
- رسوم الاستيراد.
- الرسوم المفروضة.
- الجبايات.
- ضرائب غير مباشرة متنوعة.

### الإيرادات غير الضريبية
تتكون الإيرادات غير الضريبية من:
- التراخيص ورسوم التسجيل والتصاريح: بما في ذلك جميع الرسوم المفروضة على منح الحقوق للأفراد والشركات والشركات بما في ذلك حقوق الملكية البترولية والمؤسسات الأخرى وكذلك تراخيص السيارات لغرض التنظيم أو الرقابة وفرض الرسوم على العمال الأجانب.
- رسوم الخدمة: بما في ذلك الإيصالات من الخدمات التي تقدمها الحكومة الاتحادية للعامة.
- عائدات مبيعات البضائع: بما في ذلك المتحصلات من مبيعات الأصول المادية المملوكة للحكومة بما في ذلك الأراضي والمباني ومعدات المكاتب ومرافق التخزين وبيع البضائع المتنوعة للعامة.
- الإيجارات: بما في ذلك الإيجارات من الأراضي والمباني والمركبات والآلات.
- الفوائد والعائدات من الاستثمارات: بما في ذلك عائدات بيع الاستثمارات، والأرباح المكتسبة من السندات أو الأسهم (توزيعات بتروناس، توزيعات أرباح البنك المركزي الماليزي، توزيعات الخزانة)، الفوائد المصرفية والفوائد على القروض الممنوحة من الحكومة.
- الغرامات والعقوبات: بما في ذلك رسوم التسوية خارج المحكمة وكذلك الغرامات والمصادرة.
- المساهمات والتعويضات الواردة من الداخل والخارج.
- الدخل من التنقيب عن النفط والغاز: الدخل من العملية البترولية من الهيئة المشتركة بين ماليزيا وتايلاند (MTJA).
- الإيرادات الأخرى غير الضريبية.

### إيصالات من دون إيرادات
تشمل المقبوضات غير المتعلقة بالإيرادات ما يلي:
- المبالغ المستردة من النفقات: بما في ذلك المدفوعات في السنوات السابقة والمبالغ المستردة من الرواتب الناشئة عن الاستقالات ونفقات التدريب، والأموال المستردة من الصندوق الاستئماني والأموال غير المطالب بها.
- الاعتمادات المشتركة بين الإدارات: بما في ذلك تحويل الأموال بين الوزارات أو الإدارات للخدمات المقدمة بين الوكالات الحكومية، وتسديد مساهمات الحكومة بموجب مخطط صندوق ادخار الموظفين والمساهمات من الإدارات الحكومية أو الهيئات القانونية أو المؤسسات المملوكة للحكومة.

### الإيرادات من الأقاليم الاتحادية
تتكون الإيرادات من الأقاليم الاتحادية من الإيرادات الضريبية وغير الضريبية بما في ذلك الإيصالات من التراخيص والتصاريح والأقساط والإيجار وبيع الأصول والإيجارات ورسوم الخدمة ورسوم الترفيه.

## مثال الميزانية

### الإيرادات المتوقعة
تقديرات الإيرادات لميزانية عام 2016، باستثناء الإجراءات الضريبية لعام 2016
مصادر رسمية 
(مليون رينغيت ماليزي)
| مصدر | الإيرادات                                                                             | ٪ من إجمالي الإيرادات                                                        |
| --- | ------------------------------------------------------------------------------------- | ---------------------------------------------------------------------------- |
| ضريبة مباشرة ضريبة الدخل شركات فرد البترول حجب التعاونيات غير ذلك الضرائب المباشرة الأخرى ضريبة المعاملات العقارية ضريبة أرباح الممتلكات العقارية غير ذلك | 125.566 116558 74381 30266 9331 2,473 84 23 9,008 6766 2,163 79                       | 55.6٪ 51.6٪ 33.0٪ 13.4٪ 4.1٪ 1.1٪ 0.0٪ 4.0٪ 3.0٪ 1.0٪ 0.0٪                   |
| ضريبة غير مباشرة ضريبة السلع والخدمات السلع والخدمات المحلية السلع والخدمات المستوردة الرسوم المفروضة مركبات مبنية بالكامل ومركبات غير مبنية غير ذلك رسوم الاستيراد غير ذلك مركبات مبنية بالكامل ومركبات غير مبنية المشروبات مقطرة وشراب الشعير التبغ والسجائر والسيجار ضرائب أخرى غير مباشرة رسوم التصدير النفط الخام زيت النخيل المعالج زيت النخيل الخام غير ذلك | 57987 39000 21.729 17271 12408 7259 5,149 2791 2234 424 94 39 2776 1,012 900 52 43 17 | 25.7٪ 17.3٪ 9.6٪ 7.7٪ 5.5٪ 3.2٪ 2.3٪ 1.2٪ 1.0٪ 0.2٪ 0.0٪ 1.2٪ 0.4٪ 0.4٪ 0.0٪ |
| الإيرادات غير الضريبية الفوائد والعائدات من الاستثمارات التراخيص ورسوم التسجيل والتصاريح الإيرادات الأخرى غير الضريبية رسوم الخدمة الغرامات والعقوبات عائدات مبيعات البضائع الإيجارات | 39648 21452 12,626 2,506 1,510 1,223 211 120                                          | 17.6٪ 9.5٪ 6.0٪ 1.1٪ 0.7٪ 0.5٪ 0.1٪                                          |
| إيصالات غير الإيرادات | 1,504                                                                                 | 0.7٪                                                                         |
| الإيرادات من الأقاليم الفيدرالية | 951                                                                                   | 0.4٪                                                                         |
| إجمالي الإيرادات المقدرة | 225656                                                                                |                                                                              |

### النفقات المتوقعة حسب الغرض
مصادر رسمية[وصلة مكسورة]
هذه الجداول بالمليون رينغيت ماليزي.
| وصف                      | النفقات       |
| نفقات التشغيل            | نفقات التشغيل |
| ------------------------ | ------------- |
| المكافآت                 | 70466.1       |
| اللوازم والخدمات         | 36315.1       |
| الممتلكات                | 761.0         |
| الرسوم والمنح الثابتة    | 106,648.2     |
| نفقات أخرى               | 1,033.5       |
| إجمالي مصروفات التشغيل   | 215,224.0     |
| نفقات التطوير            |               |
| المنحة المباشرة          | 47,178.1      |
| قروض                     | 2,821.9       |
| احتياطي الطوارئ          | 2,000.0       |
| إجمالي مصروفات التطوير   | 52000.0       |
| إجمالي المصروفات المقدرة | 267,224.0     |

### النفقات المتوقعة حسب وظيفة الميزانية
مصادر رسمية[وصلة مكسورة]
هذه الجداول بالمليون رينغيت ماليزي. يمكن الاطلاع أدناه على ميزانية السنة المالية 2016 (التي توضح هيكل الميزانية الأساسي).
الستينيات
1960 · 1961 · 1962 · 1963 · 1964 · 1965 · 1966 · 1967 · 1968 · 1969
السبعينيات
1973 · 1974 · 1975 · 1976 · 1977 · 1978 · 1979
الثمانينيات
1980 · 1981 · 1982 · 1983 · 1984 · 1985 · 1986 · 1987 · 1988 · 1989
التسعينيات
1990 · 1991 · 1992 · 1993 · 1994 · 1995 · 1996 · 1997 · 1998 · 1999
2000s
2000 · 2001 · 2002 · 2003 · 2004 · 2005 · 2006 · 2007 · 2008 · 2009
2010s
2010 · 2011 · 2012 · 2013 · 2014 · 2015 · 2016 · 2017 · 2018 · 2019 ·
2020s
2020
- الضرائب في ماليزيا
- الدين العام الماليزي

دولي:
- ميزانية الحكومة حسب الدولة

## روابط خارجية
- وزارة المالية